# Triana (nombre)
Triana es un nombre con varias opciones respecto a su origen, pudiendo tener un origen árabe en referencia a los tres brazos que tenía el Guadalquivir a su paso por Sevilla: “tri” ‘tres’, “anna” ‘río’. Explicación que también daría nombre al propio barrio de Triana en Sevilla, por ser el lugar donde los 3 brazos se encontraban.
Otra de las teorías es que está dedicado al emperador romano Adriano conocido oficialmente durante su reinado como Imperator Caesar Divi Traiani filius Traianus Hadrianus Augustus, y Divus Hadrianus tras su deificación.También puede deberse al nombre del emperador Trajano que  evolucionó en Traiana y de ahí al nombre actual. 
Otra de las explicaciones es que toma el nombre del arrabal existente en época árabe “más allá del río”, o como ellos llamaban “Atrayana”. 
En cualquier caso, todavía no se sabe a ciencia cierta el origen del nombre, pero sigue utilizándose como nombre propio femenino sobre todo en la ciudad de Sevilla.